# Cataloguswaarde (filatelie)
In de filatelie is de cataloguswaarde van een postzegel, van een postwaardestuk enz. de notering van de waarde van het item in een postzegelcatalogus. Voor de meeste items zijn verschillende prijsnoteringen opgenomen, voor zowel postfris, ongebruikt als gestempeld.
In Nederland is de NVPH-catalogus de meest gebruikte postzegelcatalogus om de prijsnotering op te zoeken.

## Handelswaarde
In de handel in postzegels is de cataloguswaarde een belangrijke richtlijn. Zo spreekt men over de cataloguswaarde van een postzegel, van een serie, van een veilingkavel, van een verzameling, enz. De vermelde cataloguswaarde ligt doorgaans ruim (orde grootte 25-75%) hoger dan de werkelijke handelswaarde van de postzegel. De marge tussen de cataloguswaarde en de handelswaarde varieert sterk. In het algemeen hanteert een postzegelhandel hogere marges dan op postzegelbeurzen of in het particuliere circuit gebruikelijk is. De feitelijke handelsprijs is echter ook nog afhankelijk van allerlei specifieke (kwaliteits)kenmerken van de postzegel zoals: kleur, tanding, gom, type, variëteiten, afstempeling etc. De verkoop van een verzameling postzegels levert beduidend minder op dan de totale cataloguswaarde van de afzonderlijke items.

## Prijsnotering
Voor de prijsnotering van een item wordt door de redacteurs van de catalogus een inschatting gemaakt op basis van een aantal uitgangspunten, zoals bijvoorbeeld:
- Absolute zeldzaamheid van het postzegelitem. Hoe kleiner de verkochte oplage, hoe hoger de prijs.
- Relatieve zeldzaamheid van het postzegelitem. Naarmate de tijd verstrijkt neemt de schaarste toe doordat postzegels verloren gaan.
- Vraag & aanbod. Naar sommige postzegelitems is meer vraag dan naar andere waardoor de prijs stijgt. Getalsmatig even zeldzame zegels kunnen zo verschillende prijsnoteringen krijgen.

Vanzelfsprekend is niet van elk item in de catalogus al deze informatie bekend. Daarom is een groot aantal prijsnoteringen volgens een vaste verhouding tussen de nominale waarde omgerekend. Dit is vooral bij moderne postzegels het geval.